# 埃尔斯河畔佩尔菲特
埃尔斯河畔佩尔菲特（法語：Peyrefitte-sur-l'Hers，法語發音：[pɛʁfit syʁ lɛʁs] ⓘ）是法国奥德省的一个市镇，属于卡尔卡松区。

## 地理
埃尔斯河畔佩尔菲特（43°14'53"N, 1°49'44"E）面积6.47 平方千米，位于法国奧克西塔尼大區奥德省，该省份为法国南部沿海省份，北起塔恩省，西北接上加龙省，西接阿列日省，南至东比利牛斯省，东临地中海，东北与埃罗省接壤。
与埃尔斯河畔佩尔菲特接壤的市镇（或旧市镇、城区）包括：迈尔维尔、梅泽维尔、蒙托里奥勒、埃尔斯河畔派拉、圣卡梅勒、圣塞尔南。

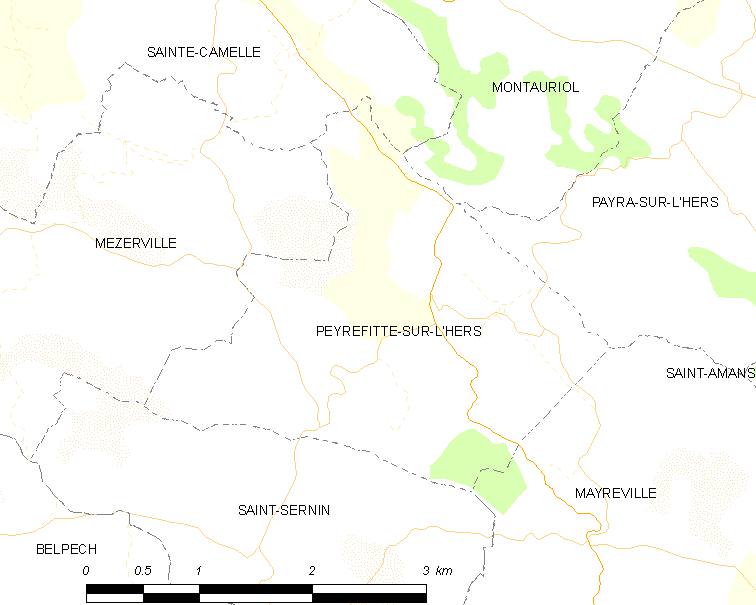
埃尔斯河畔佩尔菲特的OSM定位图

埃尔斯河畔佩尔菲特的时区为UTC+01:00、UTC+02:00（夏令时）。

## 行政
埃尔斯河畔佩尔菲特的邮政编码为11420，INSEE市镇编码为11283。

## 政治
埃尔斯河畔佩尔菲特所属的省级选区为拉皮耶日欧拉泽斯县。

## 人口

1962-2008年间埃尔斯河畔佩尔菲特人口变化图示

埃尔斯河畔佩尔菲特于2022年1月1日时的人口数量为76人。